# Phlogacanthus pochinii
Phlogacanthus pochinii är en akantusväxtart som beskrevs av Raiz.. Phlogacanthus pochinii ingår i släktet Phlogacanthus och familjen akantusväxter. Inga underarter finns listade i Catalogue of Life.